# PO-11 (autopista)
La PO-11 es una autopista urbana que le da el acceso al puerto de Marín. Conecta con la AP-9, y la autovía urbana PO-12 (acceso oeste a Pontevedra). Consta 1,3 kilómetros de longitud y la velocidad limita a 100 km/h en el sentido Este y 80 km/h en el sentido Oeste. Es el primer tramo de los 2 tramos, este primer tramo es de autopista urbana y el segundo tramo es de autovía urbana (en la litoral de la Ría de Pontevedra hasta Marín).
Esta autopista urbana forma parte de la AP-9 como segundo tramo inaugurado (Pontevedra Sur-Vigo) en el año 1981, se denominaba antiguamente como "Autovía de Ronda" (según el proyecto original, la denominación era "Enlace Pontevedra Sur"). Contado con el tramo siguiente, la autovía a O Marco, permitiendo el acceso sur a Pontevedra (PO-10).
Las características de esta autopista urbana tiene 2 carriles por sentido, desde el nudo de Salcedo hasta la rotonda elevada de la PO-12 (Nudo de las Celulosas). Cuenta con 1 rotonda elevada (final del tramo), 2 nudos, uno de la AP-9 y otro de la rotonda elevada de la final del tramo conocido el nudo de las Celulosas con las conexiones de la PO-12 y VG-4.4.

## Tramos
| Denominación | Tramo | Kilómetros | Año servicio   |
| ------------ | --- | ---------- | -------------- |
| PO-11        | AP-9 PO-10 (Salcedo) - PO-12 VG-4.4 (Lourizán) Tramo original Nudo de Salcedo AP-9 Remodelación Nudo de Celulosas | 1,3 - -    | 1981 1992 2012 |

## Trazado
| Velocidad | Esquema | Salida | Sentido Lourizán (PO-12)                                                      | Carriles | Sentido Salcedo (AP-9) | Carretera      | Notas |
| --------- | ------- | ------ | ----------------------------------------------------------------------------- | -------- | --- | -------------- | ----- |
|           |         |        | Comienzo de la Autopista de Acceso al puerto de Marín PO-11 Procede de: PO-10 |          | Fin de la Autopista de Acceso al puerto de Marín PO-11 Incorporación final: PO-10 Dirección final: PO-10 N-550 Redondela N-541 Orense E-1 AP-9 Santiago de Compostela E-1 AP-9 Vigo | PO-10 E-1 AP-9 |       |
|           |         |        | Sin enlaces                                                                   |          | Sin enlaces |                |       |
|           |         |        | VG-4.4 Bueu PO-11 Marín puerto PO-12 Pontevedra N-550 Santiago de Compostela  |          | Inicio de la Autopista PO-11 |                |       |